# Singhala polymorpha
Singhala polymorpha – gatunek chrząszcza z rodziny poświętnikowatych, podrodziny rutelowatych i plemienia Anomalini.
Gatunek ten został opisany w 1911 przez Gilberta Johna Arrowa jako Anomala (Singhala) polymorpha.
Ciało długości od 7,5 do 8 mm i szerokości 4 mm, owalne, niezbyt wypukłe, prawie bezwłose, metalicznie połyskujące, o podstawowej barwie jasnej, żółtej ze złotym połyskiem. Głowa i nadustek raczej silnie, przedplecze bardzo słabo i rzadko, a tarczka wyraźnie punktowane. Boki przedplecza i nasada delikatnie zaokrąglone, tylne kąty tępe, a obrzeżenie nasady bardzo wąskie. Odnóża przednie o goleniach silnie dwuzębnych, a przednie i środkowe o dłuższych pazurkach z przedziałkiem. Na pokrywach silne punktowanie raczej gęsto ustawione w rzędy. Odwłok raczej silnie, zapiersie bardzo gęsto, a pygidium umiarkowanie gęsto i silnie punktowane.
Chrząszcz orientalny, endemiczny dla Indii, znany z rejonu Madrasu, w tym gór Nilgiri.